# Rrapo Dervishi
Rrapo Dervishi (* 1921 in Vlora) ist ein ehemaliger albanischer Politiker der Partei der Arbeit Albaniens.

## Biografie
1950 wurde er erstmals Abgeordneter der Volksversammlung (Kuvendi Popullor) und gehörte dieser von der zweiten bis zum Ende der zehnten Wahlperiode 1987 an und vertrat dort Tirana.
Auf dem 3. Parteitag der PPSh wurde er im Juni 1956 zum Kandidaten des Politbüros gewählt. Diese Funktion verlor er jedoch bereits beim darauffolgenden 4. Parteitag im Februar 1961, blieb aber weiterhin Mitglied des Zentralkomitees (ZK).
Am 28. Juni 1980 erfolgte seine Berufung zum Minister für kommunale Wirtschaft in der siebten Regierung von Ministerpräsident Mehmet Shehu. Diese Funktion bekleidete er auch in der ersten Regierung von Adil Çarçani bis zum 23. November 1982.